# Bulbophyllum melilotus
Bulbophyllum melilotus là một loài phong lan thuộc chi Bulbophyllum.